# Brian O'Driscoll
Pour les articles homonymes, voir O'Driscoll et BOD.

a Compétitions nationales et continentales officielles uniquement.

b Matchs officiels uniquement.
Dernière mise à jour le 11 juillet 2025.
Brian Gerald O'Driscoll ou BOD, né le 21 janvier 1979 à Dublin (Irlande), est un joueur international irlandais de rugby à XV qui évolue au poste de second centre (no 13). Il porte le maillot de l'équipe d'Irlande de 1999 à 2014, dont il est le capitaine à 83 reprises entre 2002 et 2012. Il évolue également avec la province du Leinster de 1999 à 2014. Il met un terme à sa carrière professionnelle le 31 mai 2014, à l'issue de la finale de la Pro12 remportée par son club face aux Glasgow Warriors.
Le 8 mars 2014, il devient le joueur le plus capé de l'histoire, avec 141 sélections internationales, 133 sous le maillot de l'Irlande et huit sous le maillot des Lions britanniques et irlandais, record qui est ensuite battu par le Néo-Zélandais Richie McCaw qui le porte à 148 sélections. Avec les Lions, il participe à quatre tournées en 2001, 2005, dont il est capitaine, 2009 et 2013. Avec le XV du Trèfle, il participe également à quatre phases finales de la Coupe du monde en 1999, 2003, 2007 et 2011. Dans le Tournoi des Six Nations, son palmarès compte un Grand Chelem en 2009, plus une autre victoire lors de l'édition 2014. Il remporte également quatre fois la Triple Couronne en 2004, 2006, 2007 et 2009. Avec la province du Leinster, il remporte à trois reprises la Coupe d'Europe et quatre fois la Celtic League. À titre individuel, il est récompensé de trois titres de meilleur joueur du Tournoi en 2006, 2007 et 2009, et figure à trois reprises parmi les cinq joueurs choisis pour désigner le meilleur joueur du monde IRB.
Brian O'Driscoll est l'un des meilleurs trois-quarts centre de l'histoire du rugby à XV. Connu sous le surnom de BOD, il est devenu tellement populaire en Irlande que beaucoup de supporters affichent des tee-shirts où apparaît le slogan : In BOD We Trust. Il est devenu une référence, par sa propension à percer les défenses, à créer le danger. Ses principaux atouts physiques sont sa vitesse, ses appuis, et sa capacité à résister aux plaquages, même en pleine course.

## Biographie

### Jeunesse et débuts

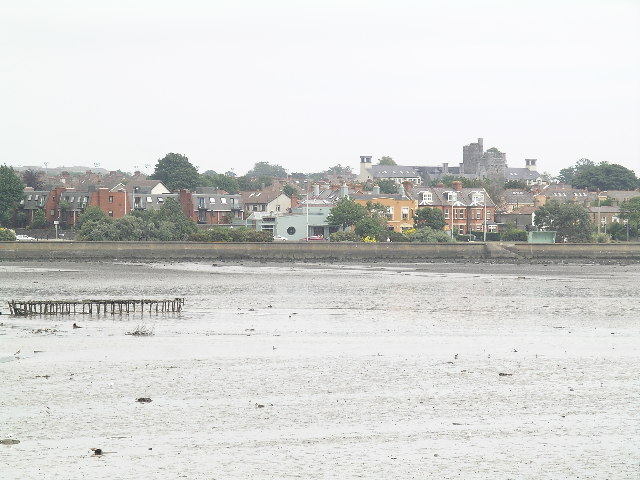
La ville natale de Brian O'Driscoll, Clontarf dans le comté de Dublin, dans la province du Leinster.

Brian O'Driscoll naît en Irlande à Clontarf, une zone au nord de Dublin, ses parents sont Frank (en) et Geraldine O'Driscoll, tous deux médecins généralistes. Son père Frank est un ancien joueur de rugby à XV, évoluant au poste de centre, qui porte le maillot irlandais. Bien que disputant six des sept rencontres de la tournée de l'Irlande en Argentine en 1970, dont les deux tests, il ne compte aucune cape, les rencontres face à l'Argentine n'étant alors pas comptabilisées,. Deux cousins de Brian O'Driscoll sont également internationaux irlandais : John O'Driscoll compte vingt-six sélections avec l'Irlande et six avec les Lions,. Barry O'Driscoll est l'arrière du XV irlandais en 1971.
Il a également deux sœurs aînées, Julie et Susan. Enfant, il joue au football gaélique avant de passer au rugby à XV. Il va à l'école primaire de Clontarf, fréquentant la Belgrove Junior Boys et Senior Schools. Pour ses études secondaires, il va au Blackrock College où il joue dans l'équipe senior. Jouant alors au poste de demi de mêlée, il est sélectionné à trois reprises dans l'équipe d'Irlande scolaire en 1996,.
Après avoir quitté l'école en 1997, il s'inscrit à l'aide d'une bourse à l'University College Dublin (UCD). Au sein de l'université, sous la direction de John McClean, il intègre tout d'abord l'équipe des moins de 20, avant d'être promu dans la meilleure équipe à la fin de sa première année, en 1998, avec laquelle il dispute le Championnat d'Irlande. Celui-ci le convainc de changer de poste, de demi d'ouverture, ou outhalf en Irlande et où il évolue depuis peu, vers un poste de centre.
En 1998, O'Driscoll joue pour l'équipe d'Irlande des moins de 19 ans. Avec ses coéquipiers et aînés Donncha O'Callaghan et Paddy Wallace, il participe à la victoire de l'Irlande lors du Championnat du monde des moins de 19 ans, compétition disputée en France et remportée face à la France à Toulouse sur le score de 18 à 0.
Au bout de deux ans, O'Driscoll est diplômé de l'UCD avec un diplôme en management du sport. En février 1999, il fait ses débuts dans l'équipe d'Irlande des moins de 21 ans et totalise quatre sélections.

### Les débuts professionnels et internationaux (1999-2002)

#### Premiers matches avec leXV du Trèflepuis avec le Leinster
Bien qu'il n'ait pas encore joué le moindre match pour le Leinster, il est sélectionné pour la première fois en équipe d'Irlande pour le match du Tournoi des Cinq Nations 1999 contre l'Italie, rencontre où il reste toutefois sur le banc. Quelques mois plus tard, il est de nouveau retenu dans l'équipe qui se rend en Australie. Il honore sa première cape internationale avec le XV irlandais le 12 juin 1999 à Brisbane contre l'Australie, rencontre perdue sur le score de 46 à 10. Sept jours plus tard, il est de nouveau présent lors d'une nouvelle défaite, 32 à 26, au Subiaco Oval de Perth.
O'Driscoll entame sa carrière professionnelle avec la province du Leinster sous le commandement de l'entraîneur-chef Matt Williams et l'entraîneur des arrières Alan Gaffney (en). Il dispute son premier match le 7 août 1999 contre une autre province irlandaise, le Munster, au Temple hill de Cork, pour un match comptant pour le Championnat inter-provinces, rencontre perdue sur le score de 31 à 20. Peu après, il est retenu dans l'effectif qui doit défendre les couleurs irlandaises lors de la Coupe du monde. Il inscrit son premier essai international face à l'équipe des États-Unis et participe à l'ensemble des rencontres disputées par sa sélection,, celle-ci étant éliminée en match de barrage par l'Argentine sur le score de 28 à 24.

#### Débuts en Coupe d'Europe et affirmation internationale
Après cette Coupe du monde, il retrouve la province du Leinster, avec laquelle il fait ses débuts en Coupe d'Europe, disputant les six rencontres de la première phase où son équipe ne parvient pas à se qualifier pour les quarts de finale. Il inscrit ses deux premiers essais dans cette compétition, face au Stade français Paris puis contre les Glasgow Caledonians.
Sa première apparition dans le Tournoi des Six Nations a lieu lors de l'édition 2000 à Twickenham face à l'Angleterre, rencontre perdue par l'Irlande sur le score de 50 à 18. Lors des deux rencontres suivantes, il inscrit ses deux premiers essais dans le Tournoi, d'abord face à l'Écosse, puis l'Italie, deux rencontres disputées à Lansdowne Road. Toutefois, c'est lors de la rencontre face à la France au stade de France qu'il se fait réellement connaitre. Dans une rencontre mal débutée par l'Irlande avec un essai concédé à David Bory dès la 47e seconde, il inscrit trois essais, permettant ainsi à l'Irlande de remporter ce match sur le score de 27 à 25, cette victoire étant la première en France depuis 1972 pour la sélection irlandaise,. En juin, il est absent de l'équipe d'Irlande qui se rend en Argentine et en Amérique du Nord. Il retrouve celle-ci en automne, pour une victoire face au Japon, deux essais d'O'Driscoll, et une défaite face à l'Afrique du Sud. En décembre, il fait sa première apparition sous le maillot des Barbarians face à ces mêmes Springboks, inscrivant un essai lors de cette rencontre remportée 41 à 31 par les Sud-Africains,.
Absent face à l'Italie lors de l'ouverture du Tournoi 2001, il inscrit le seul essai irlandais, controversé malgré le fait qu'il soit accordé grâce à un arbitrage vidéo, lors de la victoire de son équipe face à la France lors de la journée suivante. Les trois derniers matchs de l'Irlande sont ensuite reportés en raison d'une épizootie de fièvre aphteuse.

#### Tournée avec les Lions
Brian O'Driscoll est retenu pour figurer dans l'effectif des Lions qui se rendent en Australie. Il dispute tout d'abord trois matchs, contre la Western Australia, premier match de la tournée, où il est essayé au poste d'arrière par Graham Henry, le sélectionneur des Lions, les Queensland Reds et Waratahs, inscrivant un essai lors de chacune de ces rencontres. Il est choisi pour débuter lors du premier test contre les Australiens. Lors de cette rencontre, il inscrit un essai en franchissant la défense au centre du terrain, puis évitant un plaquage de l'arrière pour aplatir près des poteaux. Les Lions s'imposent finalement sur le score de 29 à 13 face aux Wallabies. Ceux-ci prennent leur revanche une semaine plus tard, sur le score de 35 à 14, puis remportent la série en s'imposant lors de la troisième rencontre sur le score de 29 à 23. O'Driscoll dispute également ces deux tests.
En 2001-2002, il participe à la première saison de la Celtic League, compétition regroupant alors les quatre provinces irlandaises, neuf équipes galloises et deux équipes écossaises. Il remporte cette saison pour la première fois le Championnat inter-provinces, dernière édition officielle de la compétition, et la Celtic League en battant en finale,. L'Irlande dispute en début d'automne les trois rencontres du Tournoi des Six Nations 2001 reportées en raison de l'épizootie, s'inclinant en Écosse, puis s'imposant au Millennium Stadium de Cardiff face au pays de Galles, rencontre où il inscrit un essai, puis à Dublin face à l'Angleterre. Cette dernière, malgré sa défaite 20 à 14, s'impose dans le Tournoi en devançant l'Irlande au point average. Il enchaine par deux rencontres contre des nations de l'hémisphère sud, les Samoa, puis la Nouvelle-Zélande. Cette dernière rencontre est remportée par les All Blacks sur le score de 40 à 29 alors que les Irlandais mènent un temps par 21 à 7. En décembre, il remporte avec sa province la toute nouvelle Celtic League contre le Munster à Lansdowne Road.
Fin janvier 2002, le Leinster est éliminé de la Coupe d'Europe par le club anglais des Leicester Tigers en quart de finale. Ensuite, après avoir lourdement défait le XV de Galles, l'Irlande concède une défaite importante face au XV de la Rose à Twickenham sur le score de 45 à 11 lors de la deuxième journée du Tournoi des Six Nations 2002. Lors de la journée suivante, O'Driscoll contribue grandement à la victoire de son équipe en réussissant trois essais face aux Écossais. Après une victoire en Italie, l'Irlande affronte les Français, qui compte alors quatre victoires, à Paris. Avec cinq essais, la France l'emporte sur le score de 44 à 5, remportant le septième Grand Chelem de son histoire, le premier depuis le passage à six nations.

### Capitaine de l'Irlande et première Triple couronne (2003-2008)

#### Première fois capitaine en sélection nationale et Coupe du monde 2003
En remplacement de Keith Wood blessé, Brian O'Driscoll dispute son premier match en tant que capitaine lors de la tournée des Australiens en Europe en novembre 2002. Il est de nouveau capitaine lors du Tournoi des Six Nations 2003, où l'Irlande débute par une victoire face à l'Écosse, la première obtenue à Murrayfield depuis dix-neuf ans. O'Driscoll s'avère décisif lors de l'essai de son coéquipier Denis Hickie, premier essai de son équipe. Après une victoire face à l'Italie où il inscrit son dix-huitième essai international, dépossédant Brendan Mullin du plus grand nombre d'essais en test matchs, le quinze irlandais bat la France et le pays de Galles au Millennium Stadium. Lors de la dernière journée du Tournoi des Six Nations, l'Irlande et l'Angleterre s'affrontent pour remporter le Grand Chelem. Cette dernière l'emporte 42 à 6 à Lansdowne Road. O'Driscoll connait également deux échecs dans les compétitions avec sa province : celle-ci est d'abord éliminée dès la première phase en Celtic League, terminant cinquième de son groupe. Après une phase régulière de Coupe d'Europe terminée invaincue, puis une victoire face au Biarritz olympique, le Leinster s'incline à Dublin face à l'USA Perpignan sur le score de 21 à 14, O'Driscoll, se blessant lors de la rencontre, devant se faire remplacer. Blessé, il est absent lors de la tournée du mois de juin de l'équipe d'Irlande. Il fait son retour lors d'un match de préparation de la Coupe du monde 2003 contre les Gallois, Keith Wood reprenant lors de ce match le rôle de capitaine après une absence de onze mois.
La première place du groupe A lors de la Coupe du monde 2003 se joue lors de la dernière rencontre entre l'Australie et l'Irlande, ces deux équipes comptant trois victoires en autant de matchs. Les Wallabies mènent 14 à 6. Un essai marqué par O'Driscoll et transformé par Ronan O'Gara permettent aux Irlandais de revenir à un point. Elton Flatley redonne quatre points d'avance aux Australiens, avant qu'O'Driscoll ne réduise de nouveau le score en inscrivant un drop. Cela s'avère insuffisant et l'Irlande s'incline 17 à 16, contraignant celle-ci à disputer son quart de finale face aux Français. Ceux-ci prennent rapidement l'avantage, 37 à 0 après quarante-sept minutes grâce à quatre essais d'Olivier Magne, Christophe Dominici, Imanol Harinordoquy et Jean-Jacques Crenca. Les Irlandais inscrivent ensuite trois essais, par Kevin Maggs et deux de Brian O'Driscoll, mais s'inclinent sur le score de 43 à 21.

#### Capitaine titulaire
La saison suivante du Leinster est décevante, tant dans la Celtic League qu'en Coupe d'Europe où le Leinster est éliminé dès la phase de poule. Après le retrait international du capitaine irlandais Keith Wood, le rôle de capitaine est de nouveau confié à Brian O'Driscoll. Après une défaite lors de la première journée du Tournoi des Six Nations à Paris face au XV de France sur le score de 35 à 17, L'Irlande s'impose face au pays de Galles, puis met un terme à une série de victoires des nouveaux champions du monde anglais à Twickenham où le XV de la Rose est invaincu depuis 1999. L'Irlande remporte toutefois la Triple couronne et la deuxième place finale du Tournoi en s'imposant lors du dernier match face à l'Écosse dirigée par Matt Williams, son ancien entraîneur au Leinster. En mai, il dispute deux matchs avec les Barbarians : le premier face à l'Écosse, victoire 40 à 33, et face à l'Angleterre, victoire 32 à 12.
Durant l'été, l'Irlande se rend en Afrique du Sud avec pour ambition de remporter sa première victoire face aux Springboks sur leur sol. Bien que les Irlandais mènent peu après la mi-temps par 14 à 11, les Springboks s'imposent sur le score de 37 à 17. Une semaine plus tard, ces derniers mènent par 20 à 10 à la mi-temps, avant qu'O'Driscoll ne redonne l'espoir à son équipe en inscrivant un essai permettant de revenir à 23 à 17 dans le dernier quart d'heure. Cela s'avère insuffisant et le nouvel entraîneur sud-africain Jake White remporte ainsi ses deux premiers tests à la tête des Springboks. Un troisième test entre les deux équipes se déroulent en automne sur le sol irlandais. O'Driscoll conduit son équipe à la première victoire des Irlandais sur l'Afrique du Sud depuis 1969.
Après les trois premières journées du Tournoi des Six Nations 2005, les Irlandais, avec trois victoires face à l'Italie, l'Écosse et l'Angleterre, dont un nouvel essai de O'Driscoll lors de cette dernière rencontre, ont toujours la possibilité de remporter le premier Grand Chelem de l'Irlande depuis 1948. Ils affrontent ensuite les Français à Lansdowne Road pour la dernière rencontre internationale se déroulant dans ce stade avant sa démolition. Après un sauvetage dès la deuxième minute face à Julien Laharrague, O'Driscoll inscrit un essai à la soixante-douzième minute en échappant à Frédéric Michalak puis crochetant Cédric Heymans. Les Irlandais s'inclinent toutefois 26 à 19 face aux Français qui inscrivent trois essais, deux de Christophe Dominici et un de Benoît Baby. Invaincu en Coupe d'Europe lors de la phase de poule, le Leinster s'incline en quart de finale à Lansdowne Road face auX Leicester Tigers sur le score de 29 à 13.

#### Capitaine des Lions et blessure

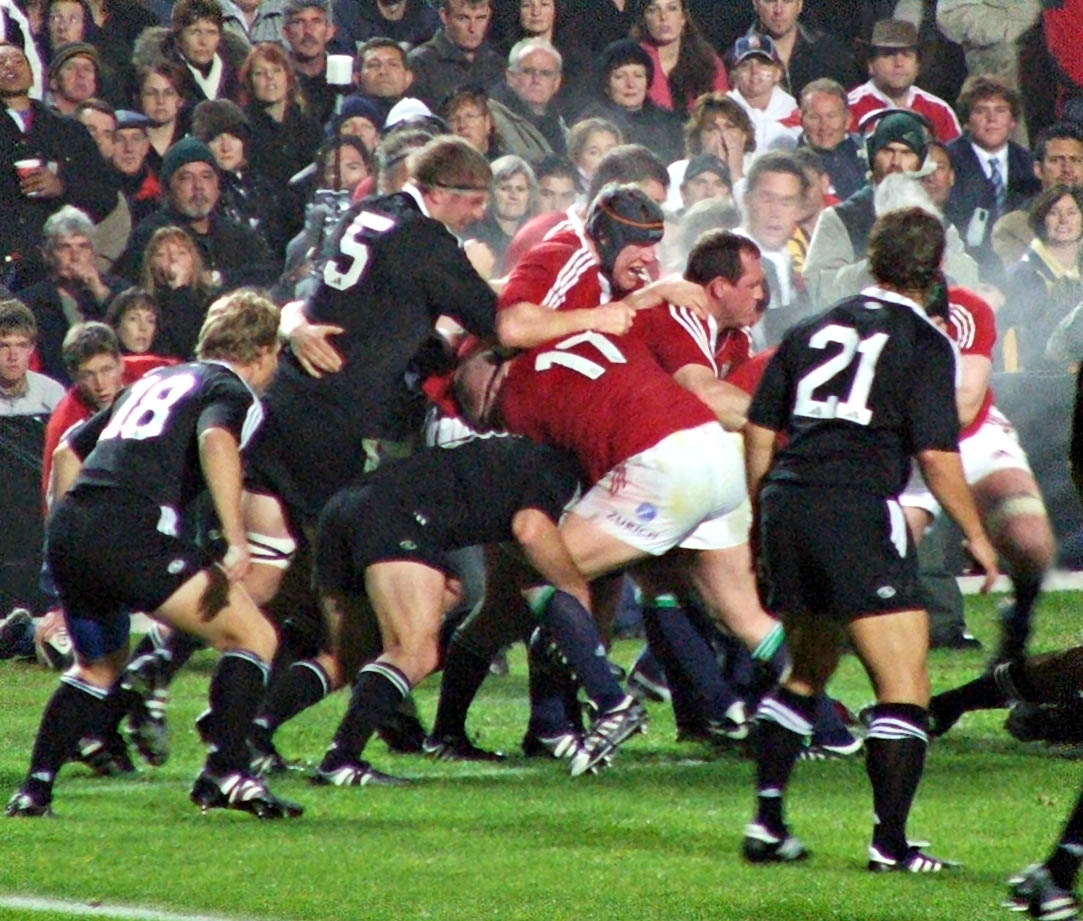
Matchs des Lions contre les Māori.

Brian O'Driscoll a l'honneur d'être désigné capitaine de l'équipe des Lions qui se rend en Nouvelle-Zélande, devenant le premier capitaine irlandais depuis Ciaran Fitzgerald en 1983. Il inscrit un essai lors d'une rencontre face aux Māori de Nouvelle-Zélande, match considéré comme l'équivalent d'un quatrième test match dans la tournée et perdu sur le score de 19 à 13. Lors du premier test face aux All Blacks, il doit quitter le terrain après seulement quarante secondes de jeu, victime d'un plaquage cathédrale conjoint de Keven Mealamu et Tana Umaga sur un déblayage. Son épaule disloquée le condamne à déclarer forfait pour le reste de la tournée, les Lions terminant avec un bilan de trois défaites lors de leurs confrontations avec les All Blacks.

#### Deux Triple couronne et échecs dans le Tournoi
Après avoir fait l'objet de rumeurs qui le voient rejoindre le Championnat de France, notamment au Biarritz olympique, il signe en décembre 2005 un nouveau contrat avec sa province, contrat qui le lie à celle-ci jusqu'à la Coupe du monde 2007. Il est de retour sur les terrains lors des derniers jours de 2005 dans une rencontre opposant l'Ulster au Leinster, désormais dirigé par un nouvel entraîneur, l'Australien Michael Cheika. Il est de nouveau le capitaine du quinze irlandais qui remporte la Triple couronne lors du Tournoi des Six Nations, le XV du Trèfle concédant sa seule défaite à Paris face aux Français : après avoir été mené 43 à 3, le XV irlandais inscrit quatre essais transformés pour revenir à 43 à 31. La remontée est toutefois contrariée par la blessure de O'Driscoll qui doit quitter le terrain. Un an après la tournée des Lions, O'Driscoll est de nouveau présent sur le sol néo-zélandais, pour une tournée de l'Irlande. Il inscrit un essai lors de la première rencontre face aux All Blacks, perdue 34 à 23, la tournée se terminant ensuite par deux nouvelles défaites, 27 à 17 toujours face aux All Blacks, et 37 à 15 face aux Wallabies.
Avec des résultats probants lors des tests de l'automne, avec des victoires face à l'Afrique du Sud par 32 à 15, l'Australie par 21 à 6 et sur les Pacific Islanders par 61 à 17, l'Irlande se présente comme l'un des possibles favoris pour le Tournoi des Six Nations 2007. La victoire sur le pays de Galles à Cardiff est ternie par la sortie du capitaine irlandais en raison d'une blessure aux ischio-jambiers. Il est ainsi absent pour la première rencontre de l'Irlande à Croke Park. Lors de celle-ci, l'Irlande perd ses chances de remporter le Grand Chelem en s'inclinant sur le score de 20 à 17 face aux Français. Lors de la journée suivante, O'Driscoll est de retour lorsque l'Irlande inflige à l'Angleterre la plus grande défaite de son histoire dans le Tournoi. L'Irlande remporte sa troisième Triple couronne en quatre ans en s'imposant ensuite à Murrayfield face à l'Écosse. Avec la victoire de l'Angleterre sur la France, l'Irlande et ces deux équipes se disputent le titre lors de la dernière journée. Celle-ci tourne à l'avantage des Français, qui grâce à une victoire 46 à 19, remporte le Tournoi au goal-average. O'Driscoll inquiète de nouveaux les Irlandais en sortant du terrain face à l'Italie, toujours en raison de sa blessure aux ischio-jambiers. Comme l'année précédente, il est désigné RBS Player of the Tournament, meilleur joueur du Tournoi. Le Leinster, déjà éliminé en quart de finale de la Coupe d'Europe par les London Wasps, perd la possibilité de remporter un titre en s'inclinant lors de la dernière journée de la Celtic League chez les Cardiff Blues.

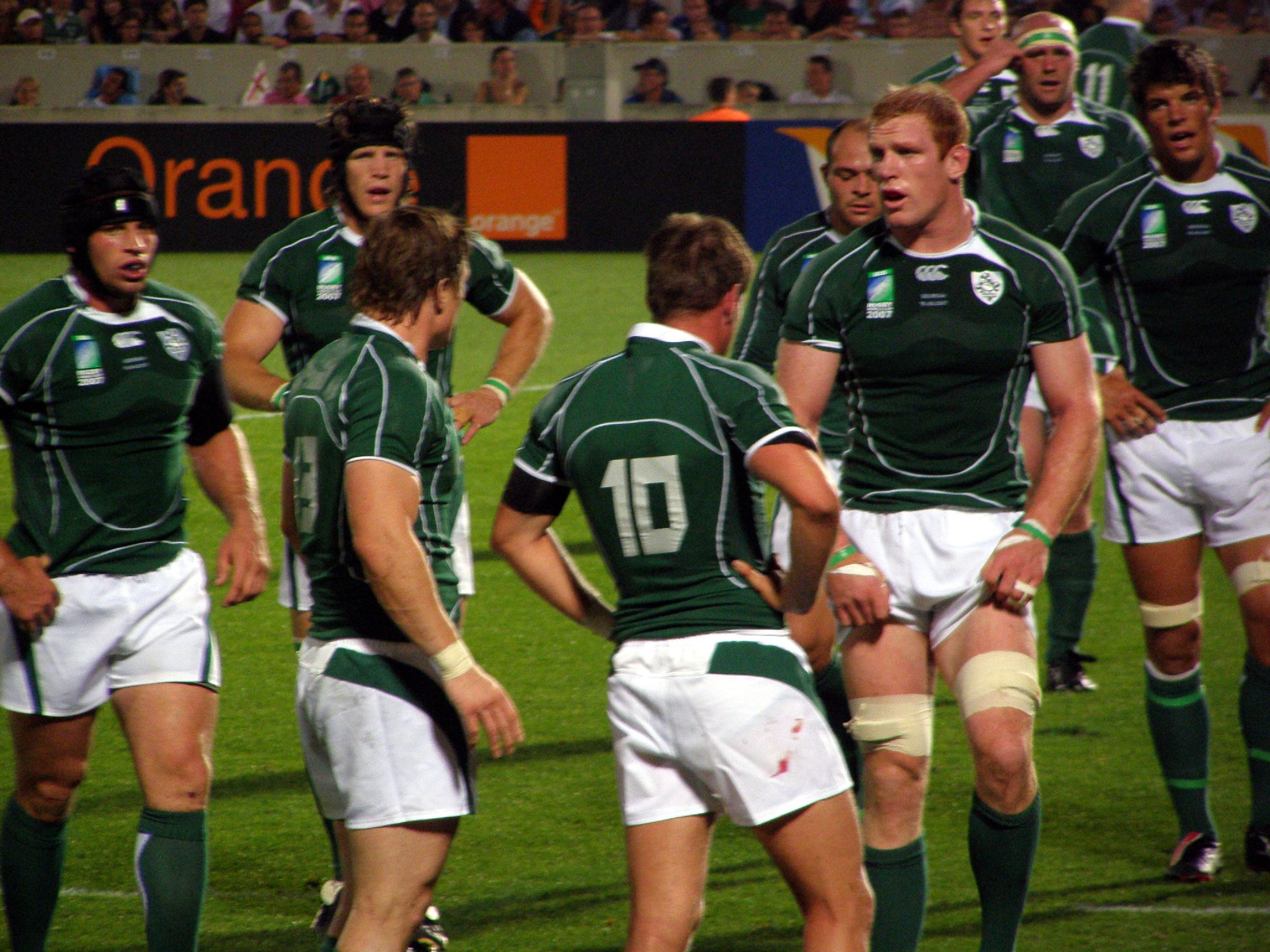
L'Irlande face à la Géorgie lors de la Coupe du monde 2007.

Il est absent lors de la tournée d'été de l'Irlande en Argentine, tournée ponctuée par deux défaites face à un futur adversaire en Coupe du monde. Il est de retour lors d'un match de préparation face à l'Écosse, puis dans un match face à l'Aviron bayonnais. Lors de celui-ci, il est frappé par Mikaera Tewhata, ceci rompant son sinus et nécessitant neuf points de suture sous l'œil droit. Cette blessure inquiète les médecins, redoutant des infections, et les supporters, des rumeurs circulant sur le fait que cela puisse l'empêcher de jouer de nouveau au rugby. Il est toutefois présent lors de la Coupe du monde, où l'Irlande se trouve dans le « groupe de la mort » avec la présence des Français et de l'Argentine. La France s'étant inclinée face à ces derniers lors du match d'ouverture, la rencontre entre les deux nations du Tournoi s'avère déjà décisive. La France confirme sa victoire du Tournoi en s'imposant nettement sur le score de 25 à 3. Les Irlandais jouent donc leur qualification lors du dernier match du groupe face aux Argentins, mais ces derniers s'imposent sur le score de 30 à 15.
Les résultats de l'Irlande lors du Tournoi des Six Nations 2008 ne répondent pas à l'attente de ses supporters : après une victoire face à l'Italie, elle s'incline à Paris face à la France, puis bat l'Écosse, mais s'incline lors des deux dernières rencontres, à domicile face au pays de Galles puis en Angleterre, match où O'Driscoll est absent en raison d'une nouvelle déchirure des ischio-jambiers. Éliminé rapidement en Coupe d'Europe, avec trois victoires pour trois défaites, le Leinster a la possibilité de remporter un trophée en Celtic League. À l'occasion de cette compétition, O'Driscoll retrouve le terrain contre Édimbourg Rugby, défaite 15 à 13, puis participe à la dernière rencontre contre les Gallois des Newport Gwent Dragons, rencontre remportée sur le score de 41 à 8. Cette victoire permet au Leinster de remporter son deuxième titre dans cette compétition. Il retrouve l'Irlande pour une nouvelle tournée dans l'hémisphère sud, ponctuée de deux défaites en Nouvelle-Zélande et en Australie.
Les All Blacks, lors de leur tournée d'automne en Europe, remportent une nouvelle victoire sur le score de 22 à 3, les Irlandais remportant les deux autres tests de cette tournée automnale, face au Canada et l'Argentine.

### Grand Chelem et domination du Leinster (2009-2012)

#### Grand Chelem et champion d'Europe

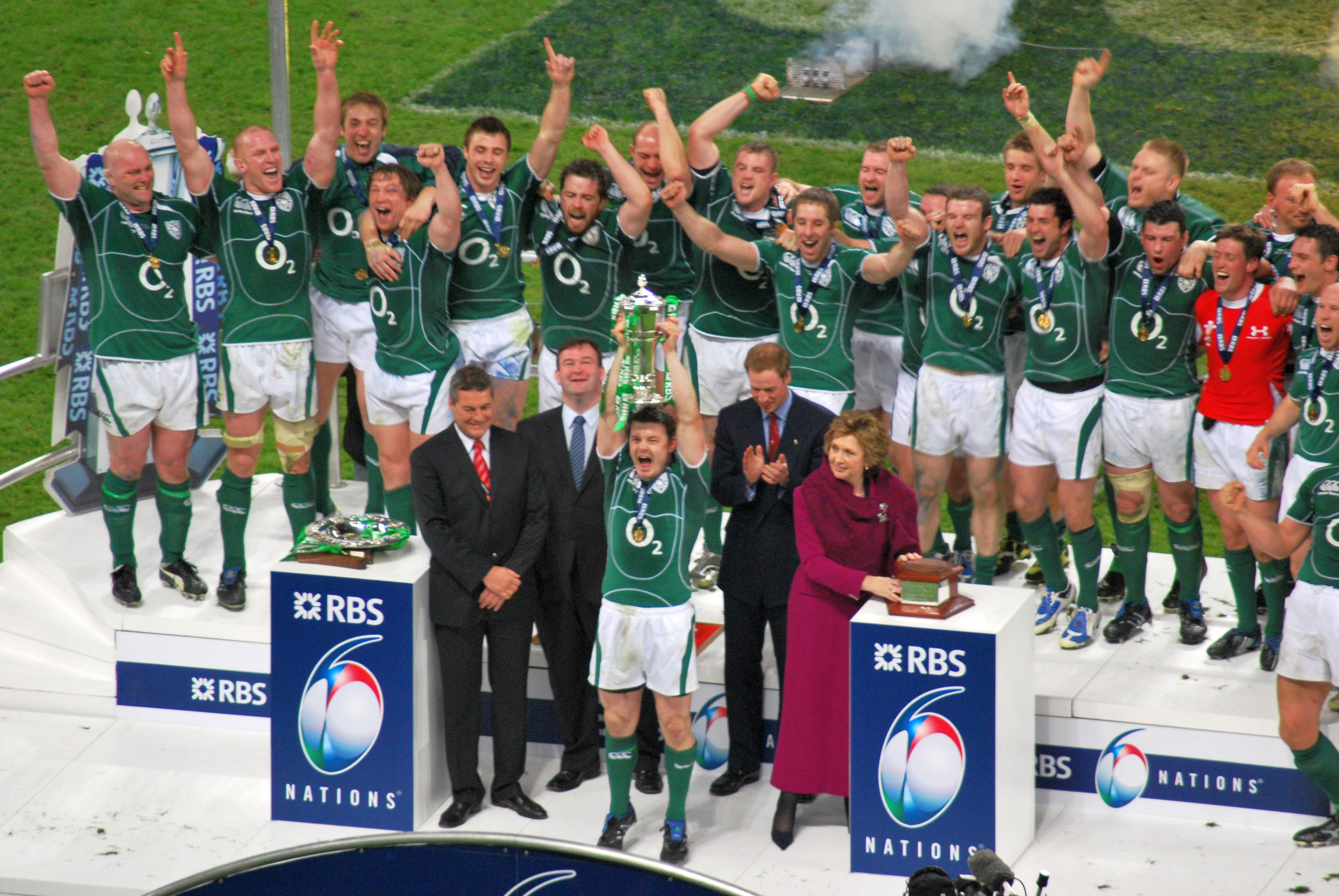
Brian O'Driscoll recevant le trophée des Six Nations 2009.

En 2009, il met fin à plus de soixante ans de disette en remportant le premier Grand Chelem irlandais depuis 1948, le second de son histoire, dans le Tournoi des Six Nations. Il contribue grandement à la victoire de son équipe tout d'abord par son rôle de capitaine et grâce à quatre essais marqués durant la compétition, face à la France, l'Italie, l'Angleterre où il inscrit également un drop, et face aux Gallois lors du dernier match du Tournoi. Ces quatre essais lui permettent de terminer avec le titre de meilleur marqueur d'essais de cette édition avec le centre anglais Riki Flutey. Il est également désigné meilleur joueur du Tournoi, devant l'Italien Sergio Parisse et son compatriote Paul O'Connell. Avec le Leinster, il se qualifie pour la finale de la Coupe d'Europe en triomphant à Croke Park du Munster sur le score de 25 à 6, avec trois essais de Gordon D'Arcy, Luke Fitzgerald et Brian O'Driscoll. Cette rencontre, disputée devant 82 208 spectateurs, constitue alors le record pour une rencontre disputée par des clubs ou franchises. Après avoir ainsi éliminé le nouveau détenteur de la Celtic League en demi-finale, le Leinster est opposé en finale au nouveau champion d'Angleterre, les Leicester Tigers, titré depuis une semaine, et qui ambitionnent de remporter son troisième titre dans cette compétition. O'Driscoll ouvre le score par un drop. Le Leinster s'impose finalement sur le score de 19 à 16 grâce à une dernière pénalité de Jonathan Sexton qui supplée Felipe Contepomi, blessé au genou lors de la rencontre contre le Munster. O'Driscoll termine meilleur marqueur essai de la compétition avec cinq réalisations.

#### Lions 2009 et100ecape
O'Driscoll figure parmi les joueurs choisis par Ian McGeechan pour la tournée des Lions en Afrique du Sud dont le capitaine est l'Irlandais Paul O'Connell. Les Lions, qui ont fait le choix de la mobilité, sont dominés dans les phases de conquête durant la première heure de jeu et sont menés par 26 à 7 après quarante-sept minutes. Les Lions, dont le centre est composé de O'Driscoll et du Gallois Jamie Roberts, réussissent ensuite deux essais, par Tom Croft à la suite d'une combinaison de Roberts-O'Driscoll, puis par Mike Phillips reviennent au score mais doivent s'incliner 26 à 21. Lors du deuxième test, les Lions mènent 18 à 6 à la mi-temps. Les Springboks s'imposent finalement sur le score de 28 à 25. Victime d'une commotion cérébrale lors de ce match, il doit déclarer forfait pour la troisième rencontre, celle-ci étant remportée les Lions sur le score de 28 à 9.
Lors des matchs internationaux disputés à l'automne, il devient le onzième joueur à obtenir cent capes après le match nul obtenu face à l'Australie,,. Ce nul est obtenu par un essai dans les derniers instants de Brian O'Driscoll, essai transformé par Ronan O'Gara. La semaine suivante, il inscrit un nouvel essai, face aux Fidji. Lors de la troisième rencontre de cet automne, il retrouve les Springboks, prenant sa revanche sur ceux-ci en s'imposant sur le score de 15 à 10.
La défense du trophée des Six Nations lors de l'édition de 2010 est compliquée par la nécessité de jouer en France et en Angleterre. Le XV de France met ainsi fin aux espoirs de Grand Chelem en s'imposant 33 à 10. Les Irlandais s'imposent ensuite face aux Anglais, match où son coéquipier John Hayes devient le premier joueur irlandais à atteindre le nombre de cents capes sous le maillot irlandais. Le 13 mars 2010, à l'occasion de la quatrième journée, il honore sa centième cape sous le maillot irlandais, ainsi que son soixante-troisième galon de capitaine, à quatre longueurs du détenteur du record, John Smit. L'espoir de remporter la Triple couronne est ensuite ruiné lors de la dernière journée, l'Écosse venant s'imposer lors du dernier match disputé à Croke Park avant que l'Irlande utilise son nouveau stade, l'Aviva Stadium.
Après avoir éliminé l'ASM Clermont Auvergne à Dublin, puis connu l'élimination en demi-finale de la Coupe d'Europe au Stade toulousain face au futur vainqueur, le Leinster obtient la possibilité de remporter la Celtic League après une victoire face au Munster en demi-finale. C'est finalement la franchise galloise des Ospreys qui s'impose sur le score de 17 à 12. En mai, il figure sur la liste de la « Dream Team » européenne de l'European Rugby Cup (ERC), à savoir la meilleure équipe-type des compétitions des clubs européens au cours des quinze dernières années, au poste de deuxième centre.
L'Irlande se rend de nouveau dans l'hémisphère sud, s'inclinant 66 à 28 face aux All Blacks, avec un essai de Brian O'Driscoll, et 22 à 15 en Australie. En automne, elle subit une défaite face aux Sud-Africains sur le score de 23 à 21, s'impose face aux Samoa puis s'inclinent de nouveau face aux All Blacks sur le score de 38 à 18. Pour le dernier match international de l'automne, les Irlandais battent l'Argentine sur le score de 29 à 9.

#### Meilleur marqueur d'essais du Tournoi et Coupe du monde 2011
Le 19 mars 2011, il remporte avec l'équipe d'Irlande la dernière rencontre du Tournoi des Six Nations face à l'Angleterre. Ce succès, sur le score de 24 à 8 permet aux Irlandais de finir à la troisième place du Tournoi et prive les Anglais du Grand Chelem. À cette occasion, il devient le meilleur marqueur de l'histoire du Tournoi avec vingt-cinq essais, effaçant l'ancien record de vingt-quatre essais détenu par l'Écossais Ian Smith, record détenu depuis 1933. En Coupe d'Europe, après une première phase terminée à la première place de son groupe, avec une seule défaite face à l'ASM Clermont, le Leinster élimine les Leicester Tigers en quart de finale puis le Stade toulousain en demi-finale, deux rencontres disputées à l'Aviva Stadium. Lors de cette dernière rencontre, son essai à l'heure de jeu s'avère prépondérant dans la victoire de son équipe. Opposés aux Anglais des Northampton Saints, les joueurs du Leinster sont menés par 22 à 6 à la mi-temps, puis refont leur retard et s'imposent, sur le score de 33 à 22 pour remporter pour la deuxième fois de l'histoire du club la Coupe d'Europe.

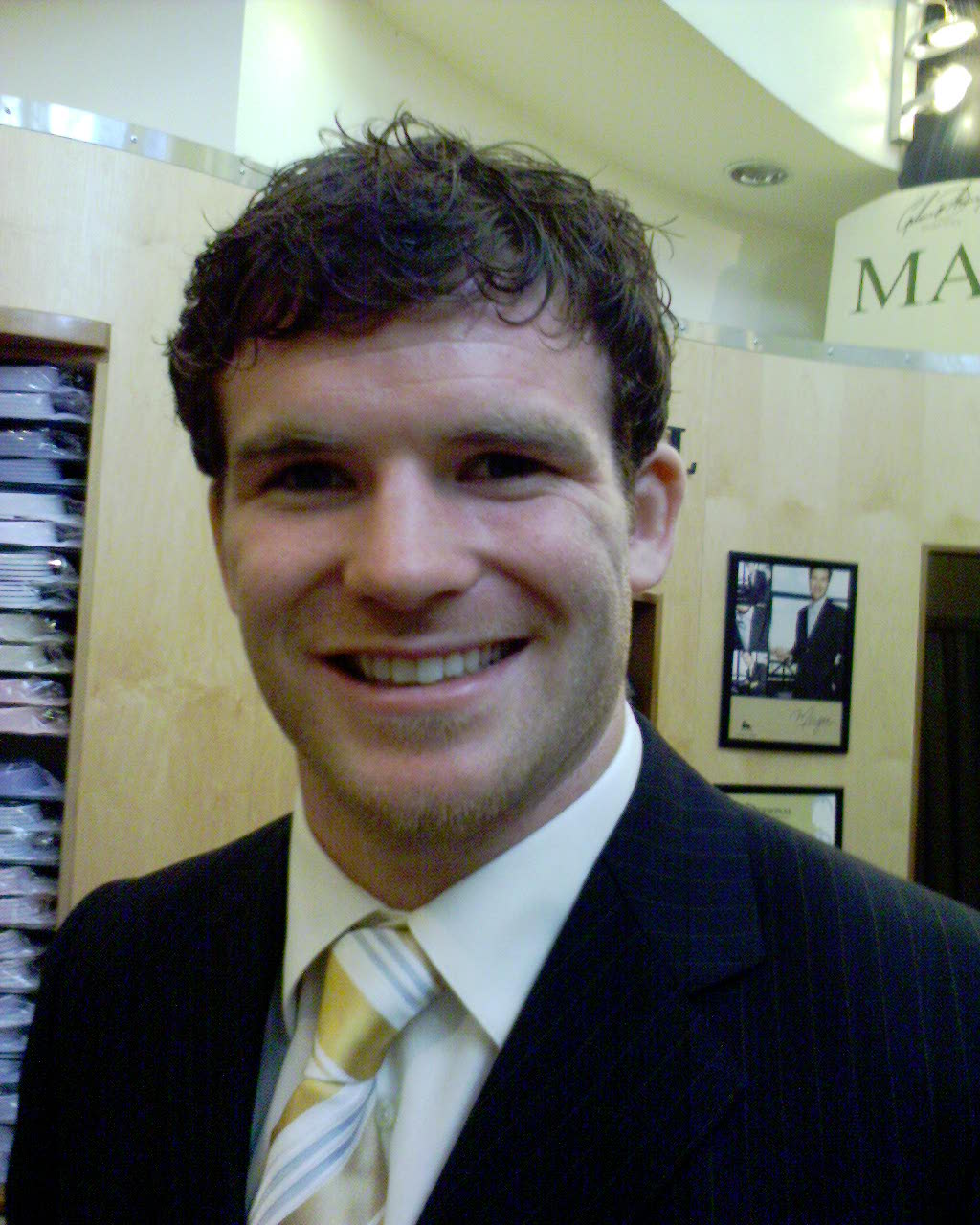
Gordon D'Arcy, avec lequel il forme la paire de centre de l'Irlande et du Leinster.

Le 17 septembre 2011, à l'occasion du match de poule de la Coupe du monde 2011 entre l'équipe d'Australie et celle d'Irlande qui voit cette dernière s'imposer (15-6) pour une de ses plus belles victoires, Gordon D'Arcy et O'Driscoll établissent le record mondial d'apparition commune pour une paire de centre en matchs internationaux avec quarante-cinq associations. Ils battent l'ancien record détenu par Will Carling et Jeremy Guscott,. L'Irlande, qui termine ainsi première de son groupe, dispute un quart de finale face au pays de Galles. Les Gallois s'imposent sur le score de 22 à 10. Au sortir de cette compétition, il annonce le 7 novembre 2011 qu'il sera absent des terrains pendant six mois en raison d'une intervention chirurgicale (nerf coincé au niveau du cou et de l'épaule).
Il fait son retour avec le Leinster. Avec sa province, il dispute le quart de finale de la Coupe d'Europe 2011-2012, s'imposant à Dublin devant les Cardiff Blues sur le score de 34 à 3 avec un essai d'O'Driscoll. En demi-finale, à Montpellier, le Leinster s'impose face à l'ASM Clermont pour obtenir le droit de défendre son titre à Twickenham face à une autre province irlandaise, l'Ulster. En s'imposant 42 à 14, le Leinster devient la première équipe à remporter trois titres en quatre ans. Cette rencontre est disputée devant 81 744 spectateurs, ce qui constitue un nouveau record pour une finale de Coupe d'Europe.
Il retrouve le XV irlandais en juin 2012 à l'occasion d'une tournée en Nouvelle-Zélande. Celle-ci voit les All Blacks s'imposer lors des trois test matchs, 42 à 10, 22 à 19 et 60 à 0. Cette dernière rencontre est la quatre-vingt-quatrième rencontre internationale qu'il dispute en tant que capitaine, quatre-vingt-trois avec l'Irlande et une avec les Lions. Cela fait alors de lui le joueur comptant le plus de sélections en tant que capitaine, devant le Sud-Africain John Smit. Ce record est ensuite battu en novembre 2013 par le Néo-Zélandais Richie McCaw qui obtient sa quatre-vingt-cinquième cape en tant que capitaine contre les Français.

### Fin de carrière (2013-2014)

#### Tournoi des Six Nations et tournée des Lions 2013
Absent de la tournée d'automne en raison d'une blessure, il ne retrouve pas le rôle de capitaine lors du Tournoi des Six Nations 2013, celui-ci étant confié à Jamie Heaslip qui l'a suppléé en automne. O'Driscoll inscrit un essai lors de la victoire à Cardiff face au pays de Galles. L'Irlande concède ensuite deux défaites, face à l'Angleterre et l'Écosse, avant de faire match nul à Dublin face à la France. Lors du dernier match de ce Tournoi, face à l'Italie, il est coupable de stamping, ou piétinement, sur le troisième ligne aile Simone Favaro. Pénalisé d'un carton jaune, le deuxième seulement en cent-vingt-cinq sélections, il est également suspendu pour trois semaines. Sa suspension le prive ainsi du quart de finale du Challenge européen face au club anglais des London Wasps, compétition que le Leinster dispute après son élimination en phase de poules de la Coupe d'Europe en raison de deux défaites face à l'ASM Clermont. Le Leinster s'étant imposé sur le terrain de son adversaire sur le score de 48 à 28, O'Driscoll est présent lors de la demi-finale, disputée à domicile au RDS Stadium face au Biarritz olympique. Il inscrit le cinquième essai de son équipe qui s'impose 44 à 16. Juste avant la finale de cette compétition, qui oppose le Leinster au Stade français Paris, rencontre où il déclare finalement forfait et où son équipe s'impose sur le score de 34 à 13, il annonce sa décision de poursuivre pour une dernière saison. Il est présent la semaine suivante au sein du Leinster qui affronte l'Ulter en finale du Pro12 (ex-Celtic League), rencontre remportée sur le score de 24 à 18.
Warren Gatland le sélectionne parmi les joueurs qui se rendent en Australie pour la tournée des Lions, la quatrième tournée de O'Driscoll. Annoncé comme un possible capitaine, tout comme son compatriote Paul O'Connell, c'est finalement le Gallois Sam Warburton qui occupe ce poste. O'Driscoll est toutefois le capitaine de l'équipe qui dispute le premier match sur le sol australien, les Lions ayant au préalable affronté les Barbarians à Hong Kong. Les Lions remportent le premier test face aux Wallabies sur le score de 23 à 21, rencontre où il est associé au centre à Jonathan Davies. Ces deux joueurs sont de nouveaux associés lors du deuxième test où l'Australie prend sa revanche en s'imposant 16 à 15. Alors que O'Driscoll est le favori pour reprendre le rôle de capitaine après la blessure de Warburton, Gatland prend alors une décision énormément discutée en se privant du centre irlandais pour le test décisif de Sydney. Malgré la victoire de son équipe sur le score de 41 à 16, cette décision est un énorme échec personnel.
Insuffisamment remis d'une blessure au mollet, il est absent des deux premières rencontres de Coupe d'Europe, face aux Ospreys, puis au Castres olympique. Il connait une nouvelle déception lors des matchs de la tournée d'automne : le Néo-Zélandais Aaron Cruden convertit une transformation qui donne la victoire aux All Blacks, seule nation face à laquelle O'Driscoll ne compte aucune victoire.

#### Dernier tournoi victorieux

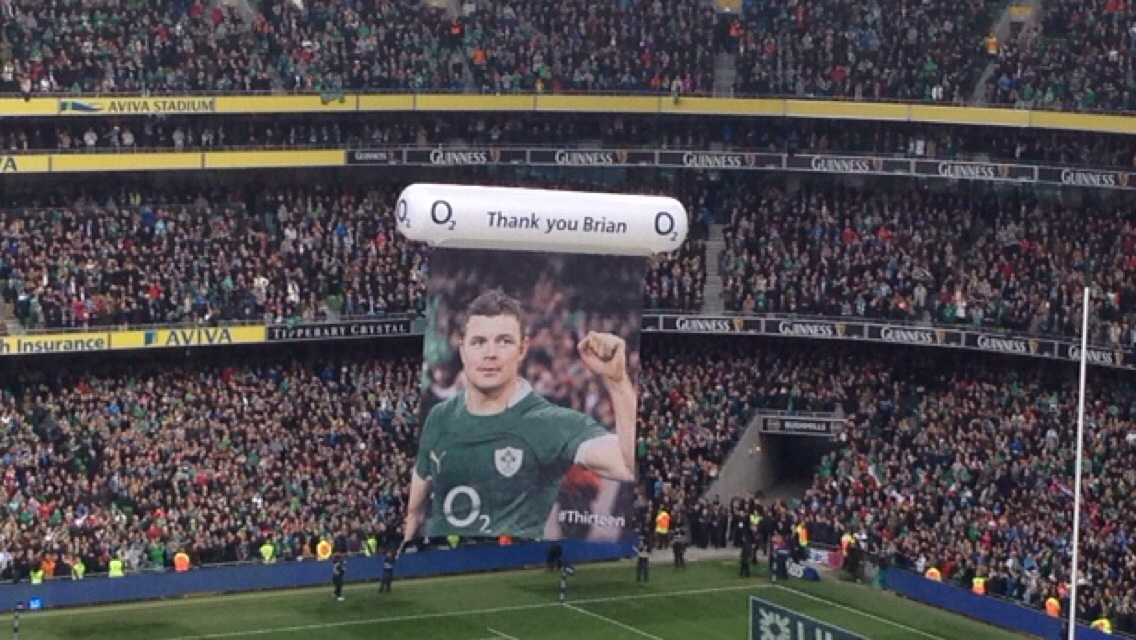
Dernier test de Brian O'Driscoll.

Brian O'Driscoll désire terminer sa carrière internationale sur un coup d'éclat et ambitionne donc de remporter un deuxième Grand Chelem lors du Tournoi des Six Nations 2014. Après deux victoires face à l'Écosse puis au pays de Galles, l'Irlande se rend à Twickenham pour affronter les Anglais. Ceux-ci s'imposent finalement sur le score de 13 à 10, mettant un terme aux espoirs irlandais de Grand Chelem. Après une victoire face à l'Italie, le Tournoi 2014 se joue en trois équipes, l'Angleterre, qui se rend en Italie, l'Irlande et la France qui s'affrontent au Stade de France à Saint-Denis. Le quinze irlandais s'impose le 15 mars 2014 sur le score 22 à 20 dans ce qui est le dernier match international de Brian O'Driscoll.
Peu après ce Tournoi, il termine sa carrière européenne avec le Leinster lors du quart de finale opposant sa province au Rugby club toulonnais au stade Mayol à Toulon. Ce dernier s'impose sur le score de 29 à 14. Au total, O'Driscoll dispute quatre-vingt-sept matches de Coupe d'Europe depuis 1999 pour trois titres. Il dispute son dernier match de Pro12, lors de la finale de cette compétition. Toutefois, blessé à une cuisse, il doit quitter le terrain après neuf minutes. Le Leinster remporte le titre face au club écossais des Glasgow Warriors sur le score de 34 à 12, devenant le premier club à conserver le trophée après le titre de 2013. lors de la cérémonie de remises des récompenses de la saison de cette compétition, qui se déroule quelques jours avant cette finale, il reçoit en compagnie de son coéquipier du Leinster Leo Cullen le Chairman's Award en reconnaissance de son apport à sa province, son pays et à la compétition.

### Après carrière
En 2014, il est engagé comme consultant rugby par la chaine BT Sport pour les rencontres de la Coupe d'Europe. En 2015, il devient également ambassadeur de la banque HSBC, partenaire du tournoi de rugby à sept de Hong Kong comptant pour les World Rugby Sevens Series, il participe ainsi au développement et à la promotion du tournoi. En 2015, à l'occasion des prix World Rugby, Brian O'Driscoll reçoit avec l'australien Nathan Sharpe le prix du mérite décerné par l'IRPA (International Rugby Players Association). Le 18 avril 2016, il devient membre du jury de la Laureus World Sports Academy qui récompense chaque année des athlètes de différents sports ayant marqué l'année sportive.
Avec Liam Neeson, il est également parrain de la candidature de l'Irlande en vue de l'obtention de la Coupe du monde 2023.

### Vie personnelle
O'Driscoll est marié à l'actrice irlandaise Amy Huberman (en) depuis juillet 2010. Le couple a deux enfants, Sadie née en février 2013, et Billy, né en novembre 2014.
Il est un grand fan à la fois de Manchester United et l'équipe de football gaélique de Dublin GAA, assistant aux matches de football à Dublin à Croke Park. Il est aussi le cousin de Gary O'Driscoll, médecin du club londonien d'Arsenal FC. En 2005, il publie un livre, A Year in the Centre, sorte de mémoire d'une année passée en tant que joueur de rugby professionnel. Une biographie de O'Driscoll, appelée In BOD We Trust est publiée en mars 2008 par Marcus Stead. En février 2011, O'Driscoll et son épouse sont invités au mariage du prince William et de Catherine Middleton. Il décline cependant l'invitation, alors qu'il doit s'entraîner avec le Leinster pour la demi-finale de Coupe d'Europe le lendemain contre le Stade toulousain.
En octobre 2014, il publie un nouveau livre My Autobiography. Celui-ci, qui obtient le Sports Book of the Year (livre sportif de l'année) aux 2014 Irish Book Awards, est rapidement un succès en Irlande, devançant dans les ventes l'autobiographie d'une autre vedette du sport irlandais Roy Keane.

## Personnalité et style de jeu

### Une personnalité charismatique
Brian O'Driscoll a une importance considérable dans le monde sportif irlandais : surnommé BOD, le slogan In BOD we trust prouve l'importance qu'il a sur la confiance qu'il donne à ses coéquipiers et aux supporters de son équipe. James Hart, demi de mêlée au FC Grenoble au moment du dernier test match d'O'Driscoll explique que « O'Driscoll c'est l'icône. C'est comme Zidane en France ». Clive Woodward, le sélectionneur de l'équipe d'Angleterre qui remporte la Coupe du monde 2003 et dirige la tournée des Lions 2005 en Nouvelle-Zélande, voit en O'Driscoll toutes les qualités qui font un bon capitaine, notamment le fait que sa présence sur le terrain soit incontournable, qu'il ait le respect de ses partenaires et de ses adversaires, qu'il soit un capitaine expérimenté avec d'indéniables qualités de meneur.

### Style de jeu
Brian O'Driscoll est un joueur qui s'adapte, au temps qui passe et réduit certaines de ses qualités personnelles, où aux évolutions du sport, des règles. Joueur extrêmement rapide et apte à trouver des intervalles pour percer les défenses dans ses débuts, ce qui lui permet durant ses deux premières années et six mois de réussir quatorze essais. Par la suite, il utilise sa vision du jeu et son habileté pour créer et exploiter des espaces.
Il est également considéré comme un très bon défenseur, son ancien coéquipier sous le maillot irlandais Jonathan Sexton disant de lui que son habilité à prendre la bonne décision permet d'avoir un système défensif performant, notamment par la grande zone qu'il parvient à tenir. C'est un excellent plaqueur et il excelle dans le déblayage dans les rucks. Clive Woodward, lors de la préparation des Lions en 2005 est impressionné par ses qualités défensives. Il considère qu'il est l'un des deux joueurs des lignes arrières, avec Jonny Wilkinson, à être des joueurs complets, tant sur le plan offensif que défensif. Paul O'Connell, son coéquipier sous le maillot irlandais, mais son adversaire avec le Munster, considère que O'Driscoll est non seulement le meilleur attaquant de sa sélection, mais aussi le meilleur défenseur.

### Professionnalisme
Shaun Williams, entraîneur assistant du pays de Galles et auprès de Ian McGeechan lors de la tournée des Lions en 2009 révèle également avoir découvert le professionnalisme de ce joueur qui joue avec intensité, dureté et dureté mentale, ce qui explique selon lui son niveau de compétence face à des joueurs généralement plus fort et costaud que lui à ce poste. Paul O'Connell parle d'un « homme qui n'a jamais reculé, plein de foi et honnête, qui se donnait à fond sur tous les terrains. »

### Reconnaissance
Des joueurs comme Paul O'Connell et Adam Jones lui rendent hommage dans un spot publicitaire d'Adidas (« #thankyouBrian, Rugby will never be the same again »).
Il reçoit le titre de docteur honoris causa de la part de l'université de la ville de Dublin en 2013 puis de l'université Queen's de Belfast en 2014 et enfin du Trinity College de Dublin en 2017,,.
En novembre 2016, il intègre le Temple de la renommée World Rugby en compagnie de onze autres joueurs et joueuses.

## Statistiques

### En province
De 1999 à 2014, Brian O'Driscoll joue avec l'équipe de la province du Leinster qu'il rejoint à l'âge de 20 ans. Il dispute quatre-vingt-sept matchs de la Coupe d'Europe sous ce maillot, dont quatre-vingt-six en tant que titulaire, inscrivant trente-trois essais, un drop pour un total de 168 points. Il dispute également une rencontre du Challenge européen.
Il compte également quatre-vingt-huit apparitions en Pro12, aussi connu sous le nom de Celtic League, avec seulement quatre débutées sur le banc, inscrivant vingt-trois essais. Ainsi que huit rencontres de Championnat inter-provinces, pour trois essais, et deux rencontres de Celtic Cup et un essai marqué.

### En équipe nationale
Entre 1999 et 2014, Brian O'Driscoll dispute 141 rencontres internationales, dont 133 avec l'équipe d'Irlande. Avec celle-ci, il marque 46 essais et cinq drops (245 points). Il participe notamment à quatorze Tournois des Six Nations entre 2000 et 2014 (ne manquant que le Tournoi des Six Nations 2012) ainsi qu'à quatre Coupes du monde (1999, 2003, 2007 et 2011). Il remporte à quatre reprises la Triple Couronne en 2004, 2006, 2007 et 2009, année du Grand Chelem. En quatre participations à la Coupe du monde, il dispute dix-sept rencontres (record national) et comptabilise deux accessions en quart de finale en 2003 et 2011.
Il dispute 83 de ses 133 sélections avec le XV du Trèfle en tant que capitaine, du 9 novembre 2002 au 23 juin 2012. À partir de l'année de ses débuts en sélection, en 1999, il obtient des sélections chaque année jusqu'à sa retraite internationale en 2014. Ainsi, il dispute 7 rencontres en 1999, 7 en 2000, 6 en 2001, 13 en 2002, 13 en 2003, 9 en 2004, 4 en 2005, 11 en 2006, 9 en 2007, 9 en 2008, 8 en 2009, 11 en 2010, 10 en 2011, 3 en 2012, 8 en 2013 et 5 en 2014.
Parmi ses 133 rencontres avec le XV du Trèfle, il en dispute soixante-cinq dans le Tournoi des Six Nations, détenant ainsi le record du nombre de matchs dans cette compétition jusqu'à ce que Sergio Parisse ne le surpasse en 2019. Il est également le joueur ayant marqué le plus d'essais dans le Tournoi avec vingt-six, le deuxième du classement étant l'Écossais Ian Smith,.

### Avec les Lions britanniques
Brian O'Driscoll participe à quatre tournées avec l'équipe des Lions britanniques et irlandais en 2001, 2005, 2009 et 2013 durant lesquelles il dispute dix-huit rencontres et marque 45 points. En particulier, il joue huit test matchs au cours desquels il marque un essai contre l'Australie en 2001. Ces huit matchs sont les trois tests en Australie en 2001, la première minute du premier test en Nouvelle-Zélande en 2005, les deux premiers tests en Afrique du Sud en 2009 et les deux premiers tests en Australie en 2013. Il est absent lors des tests une seule fois à la suite d'un choix du sélectionneur, pour le dernier test contre les Australiens. Lors des autres tests, il est absent en raison de blessures.

## Palmarès

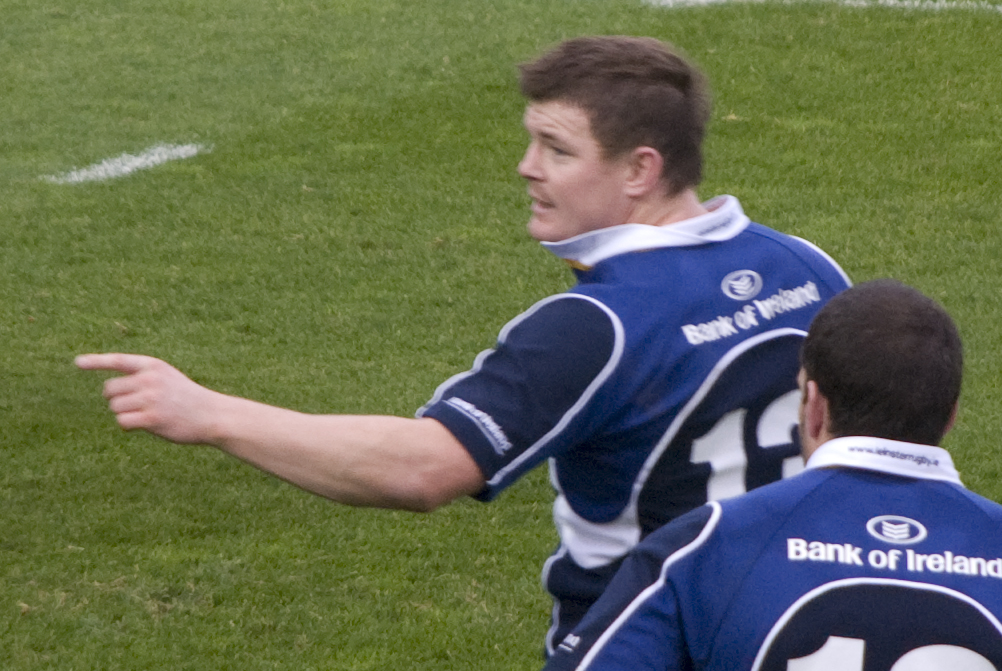
BOD contre les Leicester Tigers en 2007.

En l'espace de douze ans, Brian O'Driscoll s'est construit un palmarès important, le Grand Chelem et la Triple couronne du Tournoi des Six Nations de 2009 restant l'exploit le plus retentissant de sa carrière.

### En club
Brian O'Driscoll remporte quatre fois la Celtic League en 2001, 2008, 2013 et 2014, terminant finaliste de l'édition 2006. Il remporte la Coupe d'Europe avec le Leinster à trois reprises en 2009, 2011 et 2012. Il remporte également le Challenge européen en 2013.
Il est finaliste du Championnat d'Irlande avec l'University College Dublin RFC en 2000. Il remporte le Championnat inter-provinces irlandaises en 2002, dernière édition officielle de la compétition.

### En équipe nationale
Brian O'Driscoll remporte le Championnat du monde avec l'équipe d'Irlande des moins de 19 ans en 1998. Par la suite, il participe à quatre Coupes du monde, avec une place de quart-de-finaliste en 2003 et 2011. Il remporte à deux reprises le Tournoi des Six Nations, en 2009 année où le XV d'Irlande réalise le Grand Chelem, et en 2014. Il remporte également à quatre reprises la Triple couronne, en 2004, 2006, 2007 et 2009.

#### Coupe du monde
| Édition               | Rang               | Résultats Irlande | Résultats O'Driscoll | Matchs O'Driscoll |
| --------------------- | ------------------ | ----------------- | -------------------- | ----------------- |
| Royaume-Uni 1999      | Match de barrage   | 2 v, 0 n, 2 d     | 2 v, 0 n, 1 d        | 3/4               |
| Australie 2003        | Quart de finaliste | 3 v, 0 n, 2 d     | 3 v, 0 n, 2 d        | 5/5               |
| France 2007           | Poule              | 2 v, 0 n, 2 d     | 2 v, 0 n, 2 d        | 4/4               |
| Nouvelle-Zélande 2011 | Quart de finaliste | 4 v, 0 n, 1 d     | 3 v, 0 n, 1 d        | 4/5               |

Légende : v = victoire ; n = match nul ; d = défaite.

#### Tournoi
Brian O'Driscoll dispute soixante-cinq rencontres du Tournoi des Six Nations, toutes en tant que titulaire, inscrivant un total de 133 points. Ce total se décompose en vingt-six essais et un drop. Il remporte quarante-cinq victoires et concède dix-neuf défaites et un seul match nul.
| Édition                      | Rang | Résultats Irlande | Résultats O'Driscoll | Matchs O'Driscoll |
| ---------------------------- | ---- | ----------------- | -------------------- | ----------------- |
| Tournoi des Six Nations 2000 | 3e   | 3 v, 0 n, 2 d     | 3 v, 0 n, 2 d        | 5/5               |
| Tournoi des Six Nations 2001 | 2e   | 4 v, 0 n, 1 d     | 2 v, 0 n, 1 d        | 3/5               |
| Tournoi des Six Nations 2002 | 3e   | 3 v, 0 n, 2 d     | 3 v, 0 n, 2 d        | 5/5               |
| Tournoi des Six Nations 2003 | 2e   | 4 v, 0 n, 1 d     | 4 v, 0 n, 1 d        | 5/5               |
| Tournoi des Six Nations 2004 | 2e   | 4 v, 0 n, 1 d     | 4 v, 0 n, 0 d        | 4/5               |
| Tournoi des Six Nations 2005 | 3e   | 3 v, 0 n, 2 d     | 2 v, 0 n, 2 d        | 4/5               |
| Tournoi des Six Nations 2006 | 2e   | 4 v, 0 n, 1 d     | 4 v, 0 n, 1 d        | 5/5               |
| Tournoi des Six Nations 2007 | 2e   | 4 v, 0 n, 1 d     | 4 v, 0 n, 0 d        | 4/5               |
| Tournoi des Six Nations 2008 | 4e   | 2 v, 0 n, 3 d     | 2 v, 0 n, 2 d        | 4/5               |
| Tournoi des Six Nations 2009 | 1er  | 5 v, 0 n, 0 d     | 5 v, 0 n, 0 d        | 5/5               |
| Tournoi des Six Nations 2010 | 2e   | 3 v, 0 n, 2 d     | 3 v, 0 n, 2 d        | 5/5               |
| Tournoi des Six Nations 2011 | 3e   | 3 v, 0 n, 2 d     | 3 v, 0 n, 2 d        | 5/5               |
| Tournoi des Six Nations 2013 | 5e   | 1 v, 1 n, 3 d     | 1 v, 1 n, 3 d        | 5/5               |
| Tournoi des Six Nations 2014 | 1er  | 4 v, 0 n, 1 d     | 4 v, 0 n, 1 d        | 5/5               |

Légende : v = victoire ; n = match nul ; d = défaite ; la ligne est en gras quand il y a Grand Chelem.

### Distinctions personnelles
- Nommé pour le titre de meilleur joueur du monde IRB en 2001, 2002 et 2009 ;
- Meilleur joueur du tournoi des Six Nations en 2006, 2007 et 2009 ;
- Plus bel essai de l'année en 2008 (contre l'Australie) ;
- Meilleur marqueur du Tournoi des Six Nations en 2009 (4 essais, à égalité avec Riki Flutey) ;
- Meilleur marqueur de la Coupe d'Europe en 2009 (5 essais)[54] ;
- Meilleur joueur irlandais de l'année 2009[120] ;
- Membre de l'équipe type des quinze premières années de la Coupe d'Europe (en 2010)[121] ;
- Meilleur marqueur de l'histoire de l'équipe d'Irlande (46 essais) ;
- Prix IRPA du mérite en 2015 (avec l'australien Nathan Sharpe)[96].
- Membre du Temple de la renommée World Rugby.